# Zelotes cordiger
Zelotes cordiger är en spindelart som först beskrevs av Ludwig Carl Christian Koch 1875.  Zelotes cordiger ingår i släktet Zelotes och familjen plattbuksspindlar.
Artens utbredningsområde är Etiopien. Inga underarter finns listade i Catalogue of Life.